# Bataille de Némée
Guerre de Corinthe
Batailles
- Haliarte
- Némée
- Cnide
- Coronée
- Léchaion

La bataille de Némée fut une bataille livrée en -394, dans le cadre de la guerre de Corinthe, entre les Spartiates d'un côté, et une coalition formée des cités d'Athènes, Thèbes, Argos et Corinthe de l'autre. La bataille, l'une des deux seules batailles terrestres à grande échelle de la guerre avec la bataille de Coronée, se déroula sur le territoire corinthien près du lit asséché de la rivière Némée. Elle se termina par une victoire des Spartiates, qui ne purent cependant pas en tirer pleinement profit.

## Contexte
La campagne d'une armée Spartiate en Asie Mineure, grâce en grande partie à des offres financières des Perses, est caractérisée par le roi Agésilas II  et son armée hétéroclite de mercenaires, qui fit de nombreuses prises de villes, mais provoqua la colère de grandes cités, comme Athènes, Argos et Thèbes qui finirent par avoir un but commun, la chute de Sparte. Les hostilités de la guerre de Corinthe ont commencé en 395 av. J.-C., avec des raids dans le Nord-ouest de la Grèce, pour aboutir finalement à un affrontement entre Sparte et Thèbes à la bataille d'Haliarte et une victoire Thébaine. Dans le sillage de cette bataille, Athènes, Argos, Thèbes et Corinthe se réunirent pour former une coalition anti-spartiate, avec leurs forces commandées par un conseil à Corinthe.

## Déroulement de la guerre
Au mois de mars, les deux armées s'affrontèrent. L'armée du Péloponnèse s'aligne pour la bataille avec les Spartiates sur le flanc droit et leurs alliés sur le flanc gauche. Du côté de la coalition par contre il régnait une certaine confusion et les différents commandants étaient partagés quant à la bonne formation à adopter. Les Athéniens voulaient s'aligner sur la droite, mais en fin de compte ils adhérèrent à la demande des Béotiens et prirent l'aile gauche, tandis que ces derniers prenaient la droite. Cela signifiait que les Athéniens se retrouvèrent face aux Spartiates, tandis que les Béotiens et les autres alliés étaient confrontés aux Péloponnésiens.
Lorsque les deux phalanges, bien compactes, avancèrent pour la bataille, elles se déplacèrent vers la droite. C'était un phénomène courant chez les hoplites car ils portaient leur bouclier sur leur bras gauche, ce qui fait que les hommes se déplaçaient naturellement vers la droite pour obtenir la double protection, du bouclier de leur voisin, ainsi que du leur. Cet état de fait fit qu'au moment où les armées se rencontrèrent, les côtés droits des deux armées passèrent le flanc gauche de leurs adversaires. Ce qui eut pour conséquence que chaque flanc droit de chaque partie eut l'impression d'être victorieux, tandis que les flancs gauches eurent celui d'être vaincus. Les Spartiates réagirent les premiers et fort de sa "victoire" sur les Athéniens qui fuyaient, leur commandant Aristodème, fit pivoter ses hommes pour qu'ils se retrouvent face aux troupes de l'aile droite des alliés, qui, ayant eux aussi l'impression d'être victorieux, poursuivaient les alliés des Spartiates.
Ces troupes de l'aile droite de la coalition se retrouvèrent donc, alors qu'ils pensaient être vainqueur et poursuivant des fuyards, face à une force importante phalange spartiate. Les Hoplites Spartiates atteignirent d'abord les Argiens, puis les Corinthiens et enfin les Béotiens, infligeant de très lourdes pertes aux trois formations qui prirent la fuite.
Les avis sur les pertes sont partagés. Xénophon prétend que les Spartiates tuèrent 2 800 coalisés alors qu'ils n'eurent que 1 100 morts.

## Composition des armées
Xénophon, donne des détails sur les troupes en opposition et leur formation. L'armée spartiate était composée de 18 000/19 000 hoplites : 6 000 hoplites Lacédémoniens, 2 400 de Tégée, 3 000 des villes alliées et 3 000 de Mantinée, 3 000 hoplites d'Élis et Achéens, le reste provenant d'autres États de la Ligue du Péloponnèse dont au-moins 1.500 de Sicyone. Il y avait aussi leur cavalerie d'environ 600 hommes et près de 300 archers et frondeurs crétois. La ligne de front spartiate était apparemment, en raison de sa profondeur, inférieure de 12 hommes, mais plus large que celles des adversaires
Du côté des alliés les forces étaient d'environ 24 000 hoplites et troupes légères venant de : 6 000 hoplites Athéniens, 7 000 Argiens, 5 000 Thébains, 3 000 Corinthiens et 3 000 de l'île d'Eubée. Ils avaient aussi 1 550 cavaliers (800 Thébains, 600 Athéniens, environ 100 de Chalcis en Eubée et 50 Locriens) et un nombre non restituable d'infanterie légère. Un avantage numérique donc pour la coalition.

## Sources
- Xénophon, Hell. IV, 2, 16.
- Diodore, XIV, 83.